# McDonald's Treasure Land Adventure
McDonald's Treasure Land Adventure (マクドナルドトレジャーランドアドベンチャー MakuDonarudo Torejā Rando Adobenchā?) är ett plattformsspel från 1993, utvecklat av Treasure till Sega Mega Drive. Spelet är McDonald's- baserat, med figurer som Ronald McDonald, Hamburglar, Grimace, och Birdie the Early Bird.

## Handling
Ronald McDonald hittar en skattkarta, och reser genom fyra olika nivåer (skog, stad, hav och Månen).

### Fotnoter
1. ↑  ”McDonald's Treasure Land Adventure” (på engelska). Mobygames. 12 mars 1992. http://www.mobygames.com/game/mcdonalds-treasure-land-adventure. Läst 17 maj 2014.